# Melvin Pender
Melvin „Mel” Pender, Jr.  (ur. 31 października 1937 w Atlancie) – amerykański lekkoatleta, sprinter, mistrz olimpijski z 1968 z Meksyku.
Na igrzyskach olimpijskich w 1964 w Tokio był kandydatem do medalu w biegu na 100 metrów, ale naciągnął mięsień i ukończył bieg finałowy dopiero na 6. pozycji. W wieku blisko 31 lat zakwalifikował się do reprezentacji USA na  igrzyska olimpijskie w 1968 w Meksyku, gdzie ponownie zajął 6. miejsce w finale biegu na 100 metrów. Wielki sukces odniósł natomiast w sztafecie 4 × 100 metrów, która zdobyła złoty medal poprawiając rekord świata na 38,24 s (biegła w składzie: Charles Greene, Melvin Pender, Ronnie Ray Smith i Jim Hines).
Przez 21 lat służył w Armii Stanów Zjednoczonych dochodząc do stopnia kapitana. Uczestniczył w wojnie wietnamskiej. Otrzymał za nią Brązową Gwiazdę. Po zakończeniu służby pracował m.in. jako trener lekkoatletyczny w West Point.

## Rekordy życiowe
- bieg na 100 jardów – 9,3 s (1965)
- bieg na 100 metrów – 10,15 s (1968)